# Prêmio Multishow de Música Brasileira para Capa do Ano
Prêmio Multishow de Música Brasileira para Capa do Ano é um prêmio dado anualmente no Prêmio Multishow de Música Brasileira, uma cerimônia que foi estabelecida em 1994 e originalmente chamada de Prêmio TVZ. A categoria Capa do Ano foi introduzida em 2016, com o nome Melhor Capa de Disco. Em 2021 o nome da categoria passou a ser Capa do Ano, com o objetivo de reconhecer e premiar as melhores capas de álbuns musicais lançados ao longo do ano.

## História
Em sua estreia, a categoria foi julgada pelo Superjúri, um grupo seleto de especialistas do setor musical. No entanto, a partir de 2022, a responsabilidade de escolha passou para os membros da Academia Prêmio Multishow, composta por profissionais do universo musical. Esse grupo é responsável por avaliar e votar nas capas, levando em consideração aspectos como originalidade, criatividade e o impacto visual.

## Vencedores e indicados
| Ano  | Vencedor(a)                      | Indicados | Ref.   |
| ---- | -------------------------------- | --- | ------ |
| 2016 | Mahmundi – Mahmundi              | - Tropix – Céu - MM3 – Metá Metá | [ 7 ]  |
| 2017 | Galanga Livre - Rincon Sapiência | - Caravanas - Chico Buarque - Letrux Em Noite de Climão - Letrux | [ 8 ]  |
| 2021 | De Primeira – Marina Sena        | — | [ 9 ]  |
| 2022 | "Fé" – Iza                       | - Fúria – Urias - Lady Leste – Gloria Groove - Lume – Filipe Ret - Portas – Marisa Monte - QVVJFA? – Baco Exu do Blues - Urucum – Karol Conká - Versions of Me – Anitta | [ 10 ] |
| 2023 | Afrodhit – Iza                   | - Escândalo Íntimo – Luísa Sonza - Icarus – BK' - O Dono do Lugar – Djonga - Super – Jão - Vício Inerente – Marina Sena                                                 | [ 11 ] |
| 2024 | Caju – Liniker                   | - Funk Generation – Anitta - Oproprio – Yago Oproprio - Serenata da GG, Vol. 1 – Gloria Groove - Tara e Tal – Duda Beat - Topo da Minha Cabeça – Tássia Reis            | [ 12 ] |